# Armin Eichholz
Armin Eichholz, född den 21 maj 1964 i Duisburg i Tyskland, är en västtysk och därefter tysk roddare.
Han tog OS-brons i åtta med styrman i samband med de olympiska roddtävlingarna 1992 i Barcelona.